# Robert Sheckley
Robert Sheckley (n. 16 iulie 1928, Brooklyn, New York - d. 9 decembrie 2005, Poughkeepsie, New York) a fost un autor american cu nominalizări pentru premiile Hugo și Nebula. Prima oară a publicat prin anii 1950 în reviste science fiction. Numeroasele sale povestiri spirituale și romane sunt faimoase pentru imprevizibilul, absurdul și, în general, comicul lor. 

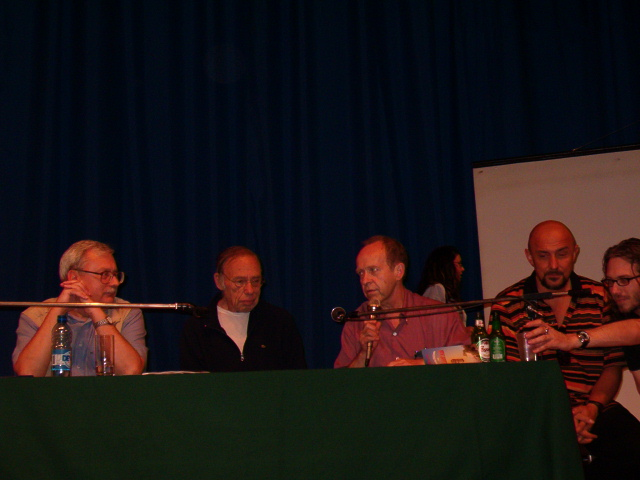
Eurocon 2004. În imagine: Andrzej Sapkowski, Robert Sheckley, Ian Watson, Roberto Quaglia și Patrick Giger

Sheckley a fost desemnat Autor Emerit de către Science Fiction and Fantasy Writers of America în 2001.

## Opere (selecție)

#### Romane SF
- Immortality, Inc. (1958)
  - Nemurirea la îndemână[18]
- The Status Civilization, cunoscut și sub denumirea Omega (1960). 
  - Omega, Editura Valdo, 1992, Traducător Mihnea Columbeanu
- Journey Beyond Tomorrow, cunoscut și sub denumirea Journey of Joenes (1963)
- The 10th Victim (1966)
  - A zecea victimă[18]
- Mindswap (1966)
  - Transfer mental, Editura Nemira, 1999, Traducător Sorin Casapu
- Dimension of Miracles (1968)
  - Dimensiunea miracolelor[18]
- Options (1975)
- The Alchemical Marriage of Alistair Crompton, cunoscută și sub denumirea Crompton Divided (1978)
- Dramocles (1983)
- Pop Death (1986)
- Victim Prime (1987)
- Hunter / Victim (1988)
- On The Planet of Bottled Brains (cu Harry Harrison, 1990)
- Minotaur Maze (roman scurt, 1990)
- Watchbird (roman scurt, 1990)
- Xolotl (roman scurt, 1991)
- Alien Starswarm (roman scurt, 1991)
- Seria Millennial Contest (cu Roger Zelazny):
  - Bring Me the Head of Prince Charming (1991)
  - If at Faust You Don't Succeed (1993)
  - A Farce to Be Reckoned With (1995)
- Star Trek: Deep Space Nine: The Laertian Gamble (1995)
- Aliens: Alien Harvest (1995)
- Godshome (1997)
- Babylon 5: A Call to Arms (1999)
- The Grand-Guignol of the Surrealists (2000[19])
- Dimension of Miracles Revisited (2000; auto-publicată[20])

#### Colecții de povestiri
- Untouched by Human Hands Ballantine H-73 (1954).
  - Neatins de mâna omului[18]
  - Monștrii, Editura Nemira, Colecția Nautilus, 1995, Traducere de Delia Ivănescu
- Citizen in Space Ballantine H-126 (1955)
- Pilgrimage to Earth Bantam A1672 (1957). Publicată în franceză ca Pèlerinage à la Terre în nr. 43 / 1960 al colecției Présence du futur
  - Pelerinaj la Terra[18]
- Notions: Unlimited Bantam A2003 (1960)
- Store of Infinity Bantam A2170 (1960)
- Shards of Space Bantam J2443 (1962)
  - Fărâme de spațiu[18]
- The People Trap Dell 6881 (1968)
  - Capcana oamenilor[18]
- Can You Feel Anything When I Do This? Doubleday (1971), DAW 99 (1973), cunoscută și ca The Same to You Doubled Pan (1974)
- The Robot Who Looked Like Me Sphere (1978), Bantam (1982)
  - Robotul care-mi seamănă[18]
- Uncanny Tales Five Star (2003)

#### Povestiri
- "Monștrii"
- "Forma"
- "Neatins de mâini omenești"
- "Dorințele regelui"
- "Demonii"
- "Specialistul"
- "A șaptea victimă"
- "Un hoț în timp"
- "Nu atingeți nimic"
- "Ceva pe gratis"
- "Un bilet pentru Tranai"
- "Permis pentru crimă"
- "Cetățean în spațiu"
- "Cheia laxiană"
- „Orașul simulat”
- "Ziua Extratereștrilor" - Publicată în culegerea de povestiri cu același nume, de David G. Hartwell - Editura Image, 1999